# Tagoropsis
Tagoropsis är ett släkte av fjärilar. Tagoropsis ingår i familjen påfågelsspinnare.

## Dottertaxa tillTagoropsis, i alfabetisk ordning[1]
- Tagoropsis altivolans
- Tagoropsis andriai
- Tagoropsis ankaratra
- Tagoropsis auricolor
- Tagoropsis cambouei
- Tagoropsis cincta
- Tagoropsis dentata
- Tagoropsis dura
- Tagoropsis flavinata
- Tagoropsis fumosa
- Tagoropsis fusicolor
- Tagoropsis genoviefae
- Tagoropsis hanningtonii
- Tagoropsis hecqui
- Tagoropsis ikondae
- Tagoropsis juncta
- Tagoropsis lambertoni
- Tagoropsis leporina
- Tagoropsis lupina
- Tagoropsis madagascariensis
- Tagoropsis monsarrati
- Tagoropsis natalensis
- Tagoropsis nzoiana
- Tagoropsis ochracea
- Tagoropsis ornata
- Tagoropsis rostaingi
- Tagoropsis rougeoti
- Tagoropsis rubriflava
- Tagoropsis sabulosa
- Tagoropsis sogai
- Tagoropsis songeana
- Tagoropsis subocellata
- Tagoropsis subrufa
- Tagoropsis variabile
- Tagoropsis vulpina